# سباق الطريق ضد الساعة للشابات في بطولة العالم لسباق الدراجات على الطريق 2018
سباق الطريق ضد الساعة للشابات في بطولة العالم لسباق الدراجات على الطريق 2018 (بالفرنسية: Contre-la-montre féminin des juniors aux championnats du monde de cyclisme sur route 2018)‏ هو سباق دراجات هوائية، وهو الموسم رقم 24 من السباق، وأقيم في 24 سبتمبر 2018، وامتدّ لمسافة 19.8 كيلومتر، وهو أحد سباقات بطولة العالم لسباق الدراجات على الطريق 2018، وهو من نوع سباق الدراجات، وقد شارك في السباق 46 متسابقاً.
فاز فيه بالمركز الأول Rozemarijn Ammerlaan ‏، وبالمركز الثاني Camilla Alessio ‏، وبالمركز الثالث Elynor Bäckstedt ‏.

## التصنيف العام النهائي
| \| التصنيف العام \| التصنيف العام \| التصنيف العام \| التصنيف العام \| التصنيف العام \| \| المتسابقة \| المتسابقة \| الفريق \| الوقت \| \| \| ------------- \| --------------------------------- \| ----------------------------------------------------------- \| ------------- \| ------------- \| \| 1 \| Rozemarijn Ammerlaan [الإنجليزية]‏ \| 2018 فريق هولندا لركوب الدراجات [لغات أخرى]‏ \| 27 د 02 ث \| \| \| 2 \| Camilla Alessio [الإنجليزية]‏ \| فريق إيطاليا لركوب الدراجات للرجال 2018 [الإنجليزية]‏ \| + 6 ث \| \| \| 3 \| Elynor Bäckstedt [الإنجليزية]‏ \| فريق المملكة المتحدة لركوب الدراجات للرجال 2018 [لغات أخرى]‏ \| + 17 ث \| \| \| 4 \| فايفر جورجي \| فريق المملكة المتحدة لركوب الدراجات للرجال 2018 [لغات أخرى]‏ \| + 21 ث \| \| \| 5 \| Simone Boilard [الإنجليزية]‏ \| فريق كندا لركوب الدراجات للرجال 2018‏ \| + 24 ث \| \| \| 6 \| Vittoria Guazzini [الإنجليزية]‏ \| فريق إيطاليا لركوب الدراجات للرجال 2018 [الإنجليزية]‏ \| + 24 ث \| \| \| 7 \| Aigul Gareeva [الإنجليزية]‏ \| فريق روسيا لركوب الدراجات 2018 [لغات أخرى]‏ \| + 24 ث \| \| \| 8 \| Marie Le Net [الإنجليزية]‏ \| فريق فرنسا لركوب الدراجات للرجال 2018 [لغات أخرى]‏ \| + 25 ث \| \| \| 9 \| Marta Jaskulska [الإنجليزية]‏ \| فريق بولندا لركوب الدراجات 2018 [لغات أخرى]‏ \| + 28 ث \| \| \| 10 \| هانا لودفيغ \| فريق ألمانيا لركوب الدراجات للرجال 2018‏ \| + 28 ث \| \| |                       |                                                  |           |  |
| |                       |                                                  |           |  |
| مصدر: ProCyclingStats |                       |                                                  |           |  |
| التصنيف العام |                       |                                                  |           |  |
| المتسابقة | المتسابقة             | الفريق                                           | الوقت     |  |
| 1 | Rozemarijn Ammerlaan ‏ | 2018 فريق هولندا لركوب الدراجات ‏                 | 27 د 02 ث |  |
| 2 | Camilla Alessio ‏      | فريق إيطاليا لركوب الدراجات للرجال 2018 ‏         | + 6 ث     |  |
| 3 | Elynor Bäckstedt ‏     | فريق المملكة المتحدة لركوب الدراجات للرجال 2018 ‏ | + 17 ث    |  |
| 4 | فايفر جورجي           | فريق المملكة المتحدة لركوب الدراجات للرجال 2018 ‏ | + 21 ث    |  |
| 5 | Simone Boilard ‏       | فريق كندا لركوب الدراجات للرجال 2018‏             | + 24 ث    |  |
| 6 | Vittoria Guazzini ‏    | فريق إيطاليا لركوب الدراجات للرجال 2018 ‏         | + 24 ث    |  |
| 7 | Aigul Gareeva ‏        | فريق روسيا لركوب الدراجات 2018 ‏                  | + 24 ث    |  |
| 8 | Marie Le Net ‏         | فريق فرنسا لركوب الدراجات للرجال 2018 ‏           | + 25 ث    |  |
| 9 | Marta Jaskulska ‏      | فريق بولندا لركوب الدراجات 2018 ‏                 | + 28 ث    |  |
| 10 | هانا لودفيغ           | فريق ألمانيا لركوب الدراجات للرجال 2018‏          | + 28 ث    |  |

## وصلات خارجية
- الموقع الرسمي
- لمحة عن سباق سباق الطريق ضد الساعة للشابات في بطولة العالم لسباق الدراجات على الطريق 2018 على موقع  ProCyclingStats   (برو  سايكلنج  ستاتس) - إحصاءات  محترفي  الدراجات.
- سباق الطريق ضد الساعة للشابات في بطولة العالم لسباق الدراجات على الطريق 2018 على موقع إحصائيات الدراجات الإحترافية (الإنجليزية)